# 核電池

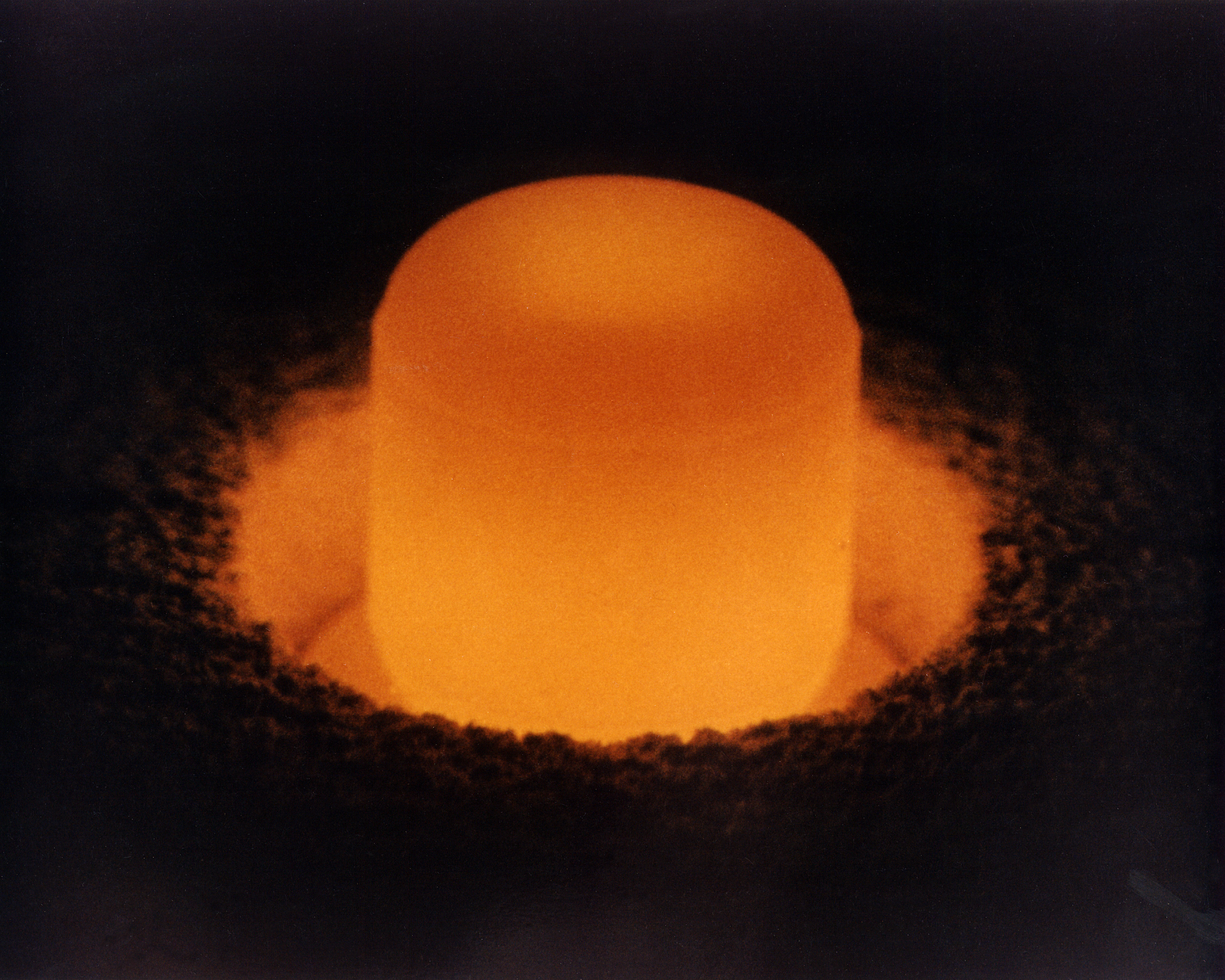
衰變放出巨大的能量使鈽238加熱至燒红的程度

原子能电池（又称核电池，為氚电池或放射性同位素發电装置）是指那些使用放射性同位素衰变时产生之能量来产生电力的装置。这会使人误解成核反应堆，但实际上这种电池不是利用链式反应来产生能量。核电池比起一般电池有很长的寿命且其输出能量远比一般化学电池为高，可惜其制作成本也相对很高，使这种电池多用于一些需长时间运作又难以更换电池的仪器之上。

## 历史
核電池之技術早在1913年已经被亨利·莫塞莱所發明，使眾科學家都期望此技術能够用於太空儀器上。但由於一直無法提高能源效率，這技術到近年纳米技術研發出更有效的半導體後再被關注。

## 种类
核电池大致分成两种类，分别是热转换型核电池及非热转换型核电池。熱轉换型是運用會放出大量熱能的同位素，（如鈽238，鋦244及鋦242等）透過熱電效應或光電效應（吸收被自行加熱之同位素的红外綫）來生產電力。而非热转换型核电池则使用同位素衰变时放出的β粒子，也就是直接用电子来发电，中间不涉及使用热力来产生电力，所以称为非热转换型的核电池。热转换型核电池的能量效率是0.1～5%，而非热转换型核电池则有6～8%。

### 热转换型
- 热离子转换器
- 放射性同位素热能发电机
- 热光伏太阳能电池（Thermophotovoltaic cells）
- 碱性金属热电转换器
- 斯特林放射性同位素发电机：利用放射性同位素產生溫差，推動斯特林发动机。

### 非热转换型
射綫電池用於從射綫產生電流。一般来源是氚。

## 參看
- 放射性同位素热能发电机
- 鑽石電池（英语：Diamond battery）